# 平复帖
平复帖是西晋文学家、书法家陆机写给友人的一通私人信札，是中国书法史上传世名家法帖中年代最早的一件，书写年代距今已超过1700年。原帖高23.7厘米，宽20.6厘米，纸本，现藏北京故宫博物院。

## 流传
《平复帖》的流传，最早可以追溯到唐末，收入《晋贤十四贴》中，曾为鉴赏家殷浩收藏。此后流入五代末、宋初高官王溥手中。他的孙子王贻永又将书帖卖给了书画家、驸马李玮。李玮死后，《平复帖》流入宋御府，字帖四角盖有双龙、“政和”、“宣和”玺印，在《宣和书谱》中也有相关记载。
此后不知何时流出御府，但元初到明代，《平复帖》都在民间流传。万历年间，流入收藏家韩世能手中。韩世能去世后，他儿子将其卖给好友张。张丑于明清易代之时去世，之后书帖落入一个古董商人手中，一些元代人的观款题跋被切割下来配在其他赝品书画上。之后历经冯诠之、梁清标、安岐之手，在安岐死后经傅恒中介卖与乾隆帝弘历。
不久，弘历将其送给母亲钮钴禄氏，庆贺其六十大寿。钮钴禄氏死后，将《平复帖》遗赐给成亲王永瑆。永瑆曾孙载治去世后，两个儿子年幼，光绪帝载湉派恭亲王奕䜣代管治王府事务。奕䜣以载治儿子年幼为理由，声称要代为保管《平复帖》，从此占为己有，后传至奕䜣之孙溥儒。
溥儒曾将收藏的唐代韩干《照夜白图》卖给古董商，后被转卖到英国。张伯驹为阻止《平复帖》也被卖到国外，希望从溥儒手中买下书帖，但付不起溥儒出价的20万元。1937年，溥儒因操办母亲丧事，急需用钱，而当时卢沟桥事变后时局动荡，银行取款有限制，于是张伯驹在傅增湘中介下，以4万元的价格买下了《平复帖》。张伯驹在抗日战争中逃往陕西，书帖时刻藏在身边衣物中。1956年，张伯驹将《平复帖》、杜牧《张好好诗》卷、蔡襄《自书诗》卷捐给中华人民共和国政府。《平复帖》从此入藏故宫博物院。《平复帖》享受故宫博物馆最高的文物待遇，每5年才能打开一次。

## 释文
《平复帖》文字繁难，张丑只释出了14字。傅增湘在帖后跋中说：“九行八十四字，字奇古不可尽识。”启功第一个释读出《平复帖》全文。其释文比较完整、准确，为海内外所公认。释文如下：
|  | 彥先贏瘵恐難平復往 屬初病慮不止此〻已為慶承 使隹男幸為復失前憂耳 □子楊往初來主吾不能盡 臨西復來威儀詳跱舉動 成觀自軀體之美也思識 量之邁前執所恆有宜 稱之夏□榮寇亂之際聞 問不悉 |

|  | 彥先贏瘵，恐難平復。往屬初病，慮不止此，〻（此）已為慶。承使隹（唯）男，幸為復失前憂耳。□（吳）子楊往初來主，吾不能盡。臨西復來，威儀詳跱（躊），舉動成觀，自軀體之美也。思識量之邁前，執（勢）所恆有，宜稱之。夏□（伯）榮寇亂之際，聞問不悉。 |

前三句提到彥先（賀循）的病况，幸而有儿子可以侍奉。次三句提到（吴）子杨来拜访，举动比从前大有不同，值得称许。末句提到夏（伯）荣因寇乱阻隔，没有消息。
也有人在启功释文的基础上对个别字的解释提出不同看法。如根据居延汉简的写法，将第二行末一字与第三行第一字（启功释“承使”）释为“年大”。
又如文中两个“復”、两个“初”、三个“不”、两个“前”、两个“之”字写法都一致，而第二行第十字和第三行第五字（启功释“為”）写法差别较大，因此将后一字释为“有”字。

## 书体
《平复帖》的书法体势，属于原生态的旧体章草（不同于后代规范章草）向今草过渡的代表，保留了篆籀、隶书的笔意，继承了简牍章草的简率，又体现出今草的流便，融汇多种书体之美。《平复帖》中的章草、今草元素自然地融合，毫不生硬造作，字形世俗而气象雅逸，成为“章今结合部诸多写法之集大成者”。

## 技法
《平复帖》写在粗厚的麻纸之上。启功认为用的是秃笔。有学者则认为是作者追求汉代以前的圆浑书风，不见得是秃笔所书。
用笔以篆隶笔意为基调，圆转居多，方折较少。弧曲线型占据绝对优势，如横折都写作弧形，方折的竖折只出现几次，竖画不垂直而呈弧形，平直线条只有少数横画。线质厚重多过轻细，笔速迟缓多过迅疾，形态质朴多过灵巧，运笔扭动、绞转多过提按顿挫。
结体原则更接近今草。体势从扁横变成纵竖，许多字形也从章草变为今草写法，大多数字形向左上倾斜，左右结构往往左高右低。
章法上，字与字之间大小不一、反差明显，一行当中的字左右自然摆动，相邻两行间的字横向交错而不对齐。全篇笔触、线型、结体、格调协调统一，形成通篇连续的贯通之势。

## 评价
张丑：“《平复帖》最奇古，与索幼安《出师颂》齐名。惜剥蚀太甚，不入俗子眼。然笔法圆浑，正如太羹玄酒，断非中古人所能下手。”
傅增湘：“墨色有绿意，笔力坚劲倔强，如万岁枯藤。”
启功：“这一帖是晋代大文学家陆机的集外文，是研究文字变迁和书法沿革的重要参考品，更是晋代人品评人物的生动史料。”